# Villmarkens lov
Villmarkens lov är en norsk svartvit äventyrs- och kriminalfilm från 1944 i regi av Walter Fyrst. I rollerna ses bland andra Carl Habel, Tryggve Larssen och Einar Tveito.

## Handling
Bolaget A/S Tamrein plågas av rentjuvar. Föreståndaren Terje Vik har gjort allt i sin makt för att stoppa dem, men olagligheterna har fortsatt. En ny föreståndare skickas till platsen för att lösa problemen. Herden Matti har allierat sig med rentjuven Jo Waldor och planerar att röja den nye föreståndaren ur vägen och genomföra en stor kupp med 1 000 renar. Företaget ser ut att lyckas, men i sista stund stoppar Terje Vik dem. Tjuvarna oskadliggörs.

## Rollista
- Carl Habel – Terje Vik, föreståndare
- Tryggve Larssen	 – Matti
- Einar Tveito – Jo Waldor, rentjuv
- Joachim Holst-Jensen – direktören
- Urda Wilmi – arvingen
- Karl Aagaard Østvig – den nye föreståndaren
- Astrid Bruun – Aino
- Manina Østvig – föreståndarens hustru

## Om filmen
Filmen regisserades av Walter Fyrst efter ett manus av Bjørn Fjeld. Den producerades av PAN-Film, fotades av Sixten Andersen och klipptes av Titus Vibe-Müller. Premiären ägde rum den 26 december 1944 i Norge. Musiken komponerades av Willy Johansen.